# Liste de polices de caractères utilisées pour la signalétique

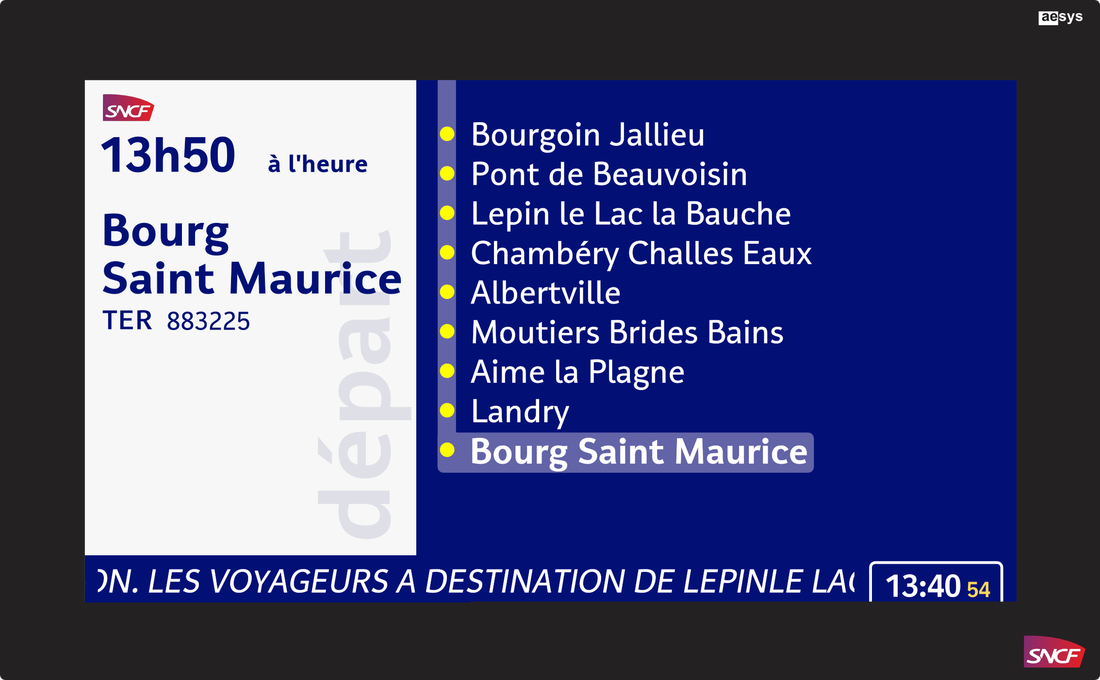
Écran utilisant Achemine, situé sur un quai de la SNCF.

Cette liste recense les polices de caractères utilisées pour la signalétique.

## Amérique

### Chili
| Police  | Utilisation                            | Auteur(e)(s) |
| ------- | -------------------------------------- | ------------ |
| Ruta CL | Utilisée sur le réseau routier chilien |              |

### États-Unis
| Police                                   | Utilisation | Auteur(e)(s) |
| ---------------------------------------- | --- | --- |
| Antique Olive                            | Département des Transports de Californie | Roger Excoffon |
| Clarendon                                | Utilisée sur le réseau routier du National Park Service (NPS) aux États-Unis, remplacée depuis par NPS Rawlinson Roadway (voir infra)                                                                                     | Robert Besley |
| Clearview                                | Conçue pour remplacer FHWA Series fonts (voir infra) sur le réseau routier américain à partir de septembre 2004 | Martin Pietrucha et Philip Garvey du Pennsylvania Transportation Institute (PTI) ; Donald Meeker et Christopher O'Hara de Meeker & Associates, Inc. ; James Montalbano de Terminal Design, Inc. ; Gene Hawkins et Paul Carlson du Texas Transportation Institute (TTI) pour la Federal Highway Administration (FHWA) |
| Eurostile                                | Département des Transports de Californie | Aldo Novarese |
| FHWA Series fonts (en) ou Highway Gothic | Conçue pour le réseau routier américain (où elle a commencé à être remplacée par Clearview (voir supra) à partir de septembre 2004), puis utilisée au Canada, en Australie, en Espagne, aux Pays-Bas, en Nouvelle-Zélande | la Federal Highway Administration (FHWA), l'agence fédérale américaine chargée du réseau routier |
| Helvetica                                | Utilisée dans le métro de New York et le réseau de transport public de Chicago (CTA) | Max Miedinger |
| NPS Rawlinson Roadway                    | Conçue pour remplacer Clarendon (voir supra) sur le réseau routier du National Park Service (NPS) aux États-Unis | James Montalbano |

### Canada / Québec
| Police         | Utilisation | Auteur(e)(s) |
| -------------- | --- | ------------ |
| Clearview 5-W  | Depuis 2010, les inscriptions utilisées dans la signalisation de destination sont écrites en Clearview5-W, sauf celles des écussons de route, d’autoroute et de sortie (numéro de route et d’autoroute, numéro de sortie et point cardinal associé au numéro de sortie).                         |              |
| Highway Gothic | numéro de route et d’autoroute, numéro de sortie et point cardinal associé au numéro de sortie: ces dernières sont toujours écrites avec la police Standard Alphabets for Highway Signs, communément appelée Highway Gothic, qui était utilisée auparavant dans la signalisation de destination. |              |

## Asie

### Chine
| Police | Utilisation                                                  | Auteur(e)(s)                     |
| ------ | ------------------------------------------------------------ | -------------------------------- |
| Myriad | Utilisée sur le réseau de transport public d'Hong Kong (MTR) | Robert Slimbach et Carol Twombly |

### Émirats arabes unis
| Police      | Utilisation                     | Auteur(e)(s) |
| ----------- | ------------------------------- | ------------ |
| Dubai Metro | Utilisée dans le métro de Dubaï | Dalton Maag  |

## Europe

### Allemagne
| Police     | Utilisation | Auteur(e)(s) |
| ---------- | --- | --- |
| DIN 1451   | Police standard allemande, utilisée sur les réseaux routier et ferroviaire, ainsi que pour les plaques d'immatriculation jusqu'en novembre 2000 (remplacée par FE-Schrift) ; utilisée également en Autriche, en Grèce, en Europe de l'Est, au Moyen-Orient | développement supervisé par Ludwig Goller, ingénieur chez Siemens, pour le Deutsches Institut für Normung (DIN), l'organisme de standardisation allemand |
| FE-Schrift | utilisé, depuis novembre 2000, pour les plaques d'immatriculation allemande ; également utilisée en Autriche, en Grèce, à Malte, en Europe de l'Est, et au Moyen-Orient                                                                                    | Karlgeorg Hoefer, à la demande de la police allemande, afin d'éviter la falsification trop facile des plaques d'immatriculation.                         |

### Belgique
| Police                                  | Utilisation                                                                                              | Auteur(e)(s)                        |
| --------------------------------------- | --- | ----------------------------------- |
| Brusseline                              | Conçue pour le réseau de transport public de Bruxelles (STIB)                                            | Éric de Berranger                   |
| Schweizerische Normen-Vereinigung (SNV) | Signalisation routière utilisée par l'État belge et conservée par les régions lors de la régionalisation | Association suisse de normalisation |

### Espagne
| Police    | Utilisation                      | Auteur(e)(s)  |
| --------- | -------------------------------- | ------------- |
| Helvetica | Utilisée dans le métro de Madrid | Max Miedinger |

### France
| Police                      | Utilisation | Auteur(e)(s)                                    |
| --------------------------- | --- | ----------------------------------------------- |
| Achemine                    | Conçue pour la SNCF afin de remplacer la police Univers | Bruno Bernard                                   |
| Caractères (L1, L2, L4, L5) | Utilisées pour la signalisation routière française, |                                                 |
| Confluence TCL              | Conçue pour les Transports en commun lyonnais à l'occasion de la restructuration du réseau en août 2011 «Atoubus». Auparavant c'est la police Helvetica qui était utilisée pour la signalétique.                                                                                                 | Patrick Paleta et Stéphane Buellet (Chevalvert) |
| Frutiger                    | Conçue pour l'aéroport Roissy-Charles-de-Gaulle à Paris, puis utilisée sur le réseau routier suisse et le réseau de transport public d'Oslo en Norvège | Adrian Frutiger                                 |
| Grand Paris Express         | Conçue pour les nouvelles stations du Grand Paris Express, au sein de la Métropole du Grand Paris | Peter Biľak, en dialogue avec Ruedi Baur        |
| Marianne                    | Conçue pour « La marque de l'État »,, elle fait partie de la charte graphique de la communication gouvernementale en France Elle constitue un bloc-marque, en complément du bloc Marianne, et de la devise de la République française, pour chaque ministère, chaque autorité administrative.... | Mathieu Réguer                                  |
| Parisine                    | Conçue pour le réseau de transports en commun de la région parisienne (RATP) | Jean-François Porchez                           |

### Grande-Bretagne
| Police             | Utilisation | Auteur(e)(s)                      |
| ------------------ | --- | --------------------------------- |
| Calvert            | Conçue pour le métro Tyne & Wear de Newcastle en Angleterre | Margaret Calvert                  |
| Gill Sans          | Utilisée sur la London and North Eastern Railway (LNER), une ancienne compagnie ferroviaire couvrant le Nord et l'Est de Londres, puis sur l'ensemble du réseau ferroviaire britannique lors de sa fusion dans British Rail, et ce jusqu'en 1965 | Eric Gill                         |
| Johnston           | Utilisée sur le réseau de transport public de Londres (actuellement Transport for London) | Edward Johnston                   |
| Rail Alphabet (en) | Conçue pour remplacer Gill sans (voir supra) en 1965 sur le réseau ferroviaire britannique (British Rail) | Jock Kinneir and Margaret Calvert |

### Portugal
| Police     | Utilisation                                   | Auteur(e)(s) |
| ---------- | --------------------------------------------- | ------------ |
| Rodoviária | Signalisation routière au Portugal avant 1998 |              |

### Suède
| Police        | Utilisation | Auteur(e)(s)                                                                                      |
| ------------- | --- | ------------------------------------------------------------------------------------------------- |
| Esseltub (en) | Anciennement utilisée dans le métro de Stockholm, remplacée par FF Meta (voir infra) depuis son exploitation par Veolia Transport | Stig Åke Möller, numérisée par Bo Berndal                                                         |
| FF Meta       | Utilisée dans le métro de Stockholm depuis qu'il est exploité par Veolia Transport, en remplacement d'Esseltub (voir supra)       | Erik Spiekermann, initialement pour le Deutsche Bundespost, l'ancien opérateur postal d'Allemagne |

### Suisse
| Police   | Utilisation                                                                               | Auteur(e)(s)    |
| -------- | ----------------------------------------------------------------------------------------- | --------------- |
| Frutiger | Utilisée depuis 2003 sur le réseau routier suisse dans sa variante ASTRA-Frutiger.        | Adrian Frutiger |
| SBB      | Police utilisée dans la signalétique et les imprimés des Chemins de fer fédéraux suisses. |                 |

### Tchéquie
| Police | Utilisation                            | Auteur(e)(s)   |
| ------ | -------------------------------------- | -------------- |
| Metron | Conçue en 1973 pour le métro de Prague | Jiří Rathouský |

### Ukraine
| Police  | Utilisation                                      | Auteur(e)(s)        |
| ------- | ------------------------------------------------ | ------------------- |
| Road UA | Conçue en 2020 pour le réseau routier d'Ukraine, | Andriy Konstantinov |